# Platform tennis
Platform tennis är en amerikansk hybridform av tennis, som spelas på banor som är betydligt mindre än vanliga tennisbanor.

## Historik
Platform tennis uppfanns i New York 1928 av James Cogswell och Fessenden Blanchard. Tanken med platform tennis var att åstadkomma ett utomhusspel för alla årstider, även vintern, och för alla åldersgrupper. Som förebild hade de en form av "mini-tennis", padder tennis, eller med en nyare benämning, paddle tennis, som hade introducerats redan 1898 som ett spel lämpat för barn och ungdomar. Paddle tennis är i sin tur en direkt kopia av lawn-tennis, men planens mått är förminskade till 11,9 x 5,5 meter. Nätets höjd är 0,76 meter. Paddle tennis spelas med kortskaftade racketar av trä eller plast och med vanliga tennisbollar. 
Redan några år efter introduktionen av platform tennis, i början av 1930-talet, anlades banor vid flera amerikanska lawn tennis-klubbar för utomhustennis. Säsongen kunde därvid förlängas till i stort sett hela året. År 1934 bildades American Platform Tennis Association (APTA), och 1950 gick den äldre Paddle Tennis Association upp i denna. Uppgifterna för organisationen är att befästa regelverket, verka för spridning av spelet och organisera turneringar.

## Spelplanen
För att det nya spelet, platform tennis, skulle kunna spelas utomhus även på vintern, anlades underifrån uppvärmda träbanor med måtten 13,4 x 6,1 meter. Från 1970 utgörs banan i stället av aluminiumplattor. Planens utseende överensstämmer i stort sett med en vanlig tennisbanas. Banan omges av en upprätt ramkonstruktion av metall, som på insidan är klädd med en variant av hönsnät. Nätet var från början tänkt att hindra bollar att flyga utanför banan, men kom mycket snart att inkorporeras i spelet. I platform tennis är det således tillåtet för boll i spel att studsa mot nätet (väggen), ungefär som i squash eller i den gamla racketsporten real tennis. Liksom i paddle tennis har servaren bara en chans, men "nätservar" spelas. För övrigt är reglerna i princip som för tennis. Platform tennis spelas i dag med långskaftade racketar av grafit med hål borrade i slagytan, och speciella bollar, som dock är mycket lika tennisbollar men tyngre (70 - 75 gram). Platform tennis kan spelas som singel mellan två spelare och dubbel med fyra spelare. Taktiskt är det fördelaktigt att spela mjukt med god placering av bollarna snarare än kraftfullt.  
En annan med Platform tennis närbesläktad racketsport är Padeltennis.

## Spelets spridning
Platform tennis har stor spridning i USA. Som mest fanns ca 400.000 amatörspelare registrerade, men från 1980-talet har antalet spelare sjunkit något. Ett tjugotal spelare är professionella. I USA finns i dag ca. 4000 banor anlagda. Man spelar i 17 regionala ligor, och har ca 100 turneringar. Tjugosex Championship-turneringar organiseras av APTA. En Platform Tennis Hall of Fame finns också inrättad.